# John Blair
John Blair (Ballymoney, 19 novembre 1888 – 20 settembre 1934) è stato un calciatore nordirlandese, di ruolo attaccante.

## Palmarès

### Club

#### Competizioni nazionali
- IFA Premiership: 1

Cliftonville: 1905-1906
- Irish Cup: 1

Cliftonville: 1906-1907
- Gold Cup (Irlanda del Nord): 2

Belfast Celtic: 1911-1912
Lisburn Distillery: 1913-1914